# Seweryn Nowicki
Seweryn Nowicki (ur. 14 lipca 1902, zm. 18 listopada 1980 w Warszawie) − polski reżyser dubbingowy, pionier sztuki dubbingu w Polsce.
Dyrektor Wytwórni Filmów Fabularnych i Wytwórni Filmów Oświatowych w Łodzi, wykładowca Państwowej Wyższej Szkoły Filmowej, założyciel i dyrektor Studia Opracowań Filmów w Łodzi.
Odznaczony m.in. Krzyżem Kawalerskim Orderu Odrodzenia Polski.

## Reżyser
- 1965: Podziemny front

## Reżyser dubbingu
- 1968: Porwany za młodu
- 1967: Czworokąt śmierci
- 1966: Czarna pantera
- 1966: Kto chce zabić Jessi?
- 1966: Testament Inków
- 1965: Chata wuja Toma
- 1965: Biała pani
- 1965: Wątła nić
- 1965: Przedział morderców
- 1965: Trzydzieści trzy
- 1964: System
- 1964: Na tropach zbrodni
- 1964: Kryptonim Preludio
- 1963: Kronika jednego dnia
- 1963: Atak we mgle
- 1963: Jego dziewczyna
- 1963: Człowiek, który wątpi
- 1962: Salvatore Giuliano
- 1962: Wiosna we wrześniu
- 1962: Komisarz
- 1962: Cudowna podróż
- 1961: Źródło Trzech Prawd
- 1961: Człowiek z pierwszego stulecia
- 1961: Całe złoto świata
- 1961: Zbrodnia
- 1961: Kim pan jest, doktorze Sorge?
- 1960: Proces Oskara Wilde’a
- 1960: Hatifa
- 1960: Sygnały nad miastem
- 1959: Pan i astrolog
- 1959: Taka miłość
- 1958: Trzy życzenia (film 1958)
- 1958: Nieziemskie historie
- 1958: Proces został odroczony
- 1957: Dwunastu gniewnych ludzi
- 1957: Krawiec i książę
- 1956: Róże dla Bettiny
- 1956: Okup
- 1955: Wyprawa w przeszłość
- 1955: Przygoda w Złotej Zatoce
- 1955: Rififi
- 1954: Dzieci partyzanta
- 1953: Mąciwody z VII b
- 1953: Wzburzyło się morze
- 1952: Skradzione plany
- 1952: Klub Pickwicka
- 1952: Piękności nocy
- 1952: Niezapomniany rok 1919
- 1952: Ostatnia sprawa Trenta
- 1951: Kawaler złotej gwiazdy
- 1951: Spieniony nurt
- 1951: Lampa Aladyna
- 1951: Śmiech w raju
- 1950: Kopciuszek
- 1950: Tajna misja
- 1950: Daleko od Moskwy
- 1950: Spisek bankrutów
- 1949: Żebro Adama
- 1942: Morderca mieszka pod 21
- 1937: Wielki obywatel

ponadto
- Cyrk jedzie
- Szybsza od wiatru